# Tiếng Hungary
Tiếng Hungary (magyar nyelv ngheⓘ) là một ngôn ngữ chính thức của Hungary và một trong 24 ngôn ngữ chính thức của Liên minh châu Âu. Ngoài Hungary, nó còn được nói bởi những cộng đồng người Hungary ở các nước láng giềng (đặc biệt Romania, Slovakia, Serbia và Ukraine) và trên thế giới. Như tiếng Phần Lan và tiếng Estonia, nó thuộc về hệ ngôn ngữ Ural, với tiếng Mansi và tiếng Khanty có quan hệ gần nhất. Nó là một trong số ít những ngôn ngữ châu Âu không thuộc về hệ ngôn ngữ Ấn-Âu.
Tên bản địa tiếng Hungary của ngôn ngữ này là magyar [ˈmɒɟɒr] hay magyar nyelv (ngheⓘ). Từ "Magyar" cũng là một từ tiếng Anh để chỉ người Hungary và ngôn ngữ của họ.

## Phân loại
Tiếng Hungary là thành viên của ngữ hệ Ural.

## Lịch sử

### Cổ đại
Hiện tại vẫn chưa có sự thống nhất trong giới ngôn ngữ học về quê nhà cũng như chiều sâu lịch đại của ngữ hệ Ural. Dựa trên các chứng cứ ngữ vựng và cổ sinh thái học, Hajdú Péter suy đoán rằng cộng đồng nói tiếng tiền-Ural từng sinh sống ở phía bắc dãy Ural, dọc trung lưu và hạ lưu sông Ob, bao gồm khu vực quanh ngọn sông Pechora, thiên về phía Siberia, cách ngày nay tầm 4.000-6.000 năm.

## Ngữ âm

### Âm vị
Tiếng Hungary phổ thông sở hữu tổng cộng 14 nguyên âm và 24-25 phụ âm. Tuy nhiên con số chính xác còn phụ thuộc vào phương ngữ của từng vùng miền. Theo khảo cứu của Imre (1972), tồn tại tổng cộng 19 nguyên âm trong các phương ngữ Hungary đương thời, còn phụ âm thì ít có sự biến thiên qua các phương ngữ hơn.
Các bảng bên dưới thể hiện hệ thống âm vị tiếng Hungary thông tục của tầng lớp có học thức (Educated Colloquial Hungarian hay ECH):
|            | Trước      | Trước  | Trước | Trước      | Sau        | Sau    | Sau   | Sau    |
| không tròn | không tròn | tròn   | tròn  | không tròn | không tròn | tròn   | tròn  |        |
| ngắn       | dài        | ngắn   | dài   | ngắn       | dài        | ngắn   | dài   |        |
| ---------- | ---------- | ------ | ----- | ---------- | ---------- | ------ | ----- | ------ |
| Khép/Cao   | i ⟨i⟩      | iː ⟨í⟩ | y ⟨ü⟩ | yː ⟨ű⟩     |            |        | u ⟨u⟩ | uː ⟨ú⟩ |
| Vừa/Trung  |            | eː ⟨é⟩ | ø ⟨ö⟩ | øː ⟨ő⟩     |            |        | o ⟨o⟩ | oː ⟨ó⟩ |
| Mở/Thấp    | ɛ ⟨e⟩      |        |       |            |            | aː ⟨á⟩ | ɔ ⟨a⟩ |        |

Một số tác giả như Kylstra & de Graaf (1980) và Kylstra (1984) cho rằng tiếng Hungary phổ thông có nguyên âm đôi. Song các ví dụ được nêu ra, chẳng hạn như /au/ hoặc /aj/, chưa thực sự xác đáng. Tóm lại, tiếng Hungary phổ thông không có nguyên âm đôi, tuy nhiên điều này chưa chắc đã đúng đối với các phương ngữ khác.
|          | Môi   | Môi   | Chân răng | Chân răng | Sau chân răng | Sau chân răng | Ngạc cứng | Ngạc cứng | Ngạc mềm | Ngạc mềm | Thanh hầu | Thanh hầu |
| -------- | ----- | ----- | --------- | --------- | ------------- | ------------- | --------- | --------- | -------- | -------- | --------- | --------- |
| Mũi      |       | m ⟨m⟩ |           | n ⟨n⟩     |               |               |           | ɲ ⟨ny⟩    |          |          |           |           |
| Tắc      | p ⟨p⟩ | b ⟨b⟩ | t ⟨t⟩     | d ⟨d⟩     |               |               | c ⟨ty⟩    | ɟ ⟨gy⟩    | k ⟨k⟩    | ɡ ⟨g⟩    |           |           |
| Tắc-xát  |       |       | t͡s ⟨c⟩    | d͡z ⟨gy⟩   | t͡ʃ ⟨cs⟩       | d͡ʒ ⟨dzs⟩      | c ⟨ty⟩    | ɟ ⟨gy⟩    |          |          |           |           |
| Xát      | f ⟨f⟩ | v ⟨v⟩ | s ⟨sz⟩    | z ⟨z⟩     | ʃ ⟨s⟩         | ʒ ⟨zs⟩        |           |           | x~h ⟨h⟩  | x~h ⟨h⟩  | x~h ⟨h⟩   | x~h ⟨h⟩   |
| Rung     |       |       |           | r ⟨r⟩     |               |               |           |           |          |          |           |           |
| Tiếp cận |       |       |           | l ⟨l⟩     |               |               |           | j ⟨j/ly⟩  |          |          |           |           |

1. ↑  Siptár & Törkenczy (2007:88) cho rằng các lập luận ủng hộ sự tồn tại của yếu tố đoạn tính ẩn dưới này chưa thực sự vững chãi.
2. ↑  Siptár & Törkenczy (2007:276-277) cho rằng yếu tố đoạn tính ẩn dưới này là /x/, vốn được đề xướng bởi Olsson (1992). Theo đó thì [h] chỉ là phụ âm bề mặt hoặc tha âm phát sinh từ quá trình "giảm lực" của /x/.

### Điệu tính
Varga (2002:51) phân biệt 12 điệu hình (contour) sau đây, xuất hiện trong các cuộc đối thoại tiếng Hungary thường nhật:
| Điệu hình     | Ý nghĩa biểu đạt |
| ------------- | --- |
| Hạ hoàn toàn  | Báo hiệu thông tin đang nói đã hoàn thiện và quan trọng sẵn rồi + kết thúc ngữ lưu                                                    |
| Hạ nửa vời    | Báo hiệu thông tin đang nói đã hoàn thiện và quan trọng sẵn rồi                                                                       |
| Hạ-thăng      | Báo hiệu thông tin đang nói đã hoàn thiện và quan trọng sẵn rồi + thông tin đối nghịch                                                |
| Thăng         | Báo hiệu thông tin quan trọng sắp được nói + căng thẳng/phấn khích                                                                    |
| Đơn điệu cao  | Báo hiệu thông tin quan trọng sắp được nói                                                                                            |
| Hạ dần        | Báo hiệu thông tin quan trọng sắp được nói + bình thản                                                                                |
| Thăng-hạ      | Nghi vấn + tra hỏi |
| Đơn điệu-hạ   | Nghi vấn |
| Hạ dần-hạ     | Nghi vấn + cảm thán |
| Hạ dần kiểu 2 | Báo hiệu thông tin đang nói đã hoàn thiện và quan trọng sẵn rồi + cảm thán kèm đánh giá tốt-xấu                                       |
| Hạ cách điệu  | Báo hiệu thông tin đang nói đã hoàn thiện và quan trọng sẵn rồi + bình thản + thúc giục                                               |
| Chắp nối      | Báo hiệu thông tin đang nói đã hoàn thiện và quan trọng sẵn rồi + báo hiệu thông tin đang nói không quá quan trọng + kết thúc ngữ lưu |

### Sách
- Hajdú, Péter (2018) [1972]. “The Origins of Hungarian” [Nguồn gốc tiếng Hungary].  Trong Benkő, Loránd; Imre, Samu (biên tập). The Hungarian Language [Tiếng Hungary] (bằng tiếng Anh). Gombos, Imre biên dịch. Akadémiai Kiadó, Budapest: De Gruyter Mouton. tr. 15–48.
- Kálmán, Béla (2018) [1972]. “Hungarian Historical Phonology” [Âm vị học lịch sử tiếng Hungary].  Trong Benkő, Loránd; Imre, Samu (biên tập). The Hungarian Language [Tiếng Hungary] (bằng tiếng Anh). Gombos, Imre biên dịch. Akadémiai Kiadó, Budapest: De Gruyter Mouton. tr. 49–82.
- Károly, Sándor (2018) [1972]. “The Grammatical System of Hungarian” [Hệ thống ngữ pháp tiếng Hungary].  Trong Benkő, Loránd; Imre, Samu (biên tập). The Hungarian Language [Tiếng Hungary] (bằng tiếng Anh). Jávor, Ágnes biên dịch. Akadémiai Kiadó, Budapest: De Gruyter Mouton. tr. 85–169.
- Benkő, Loránd (2018) [1972]. “The Lexical Stock of Hungarian” [Kho từ vựng tiếng Hungary].  Trong Benkő, Loránd; Imre, Samu (biên tập). The Hungarian Language [Tiếng Hungary] (bằng tiếng Anh). Gombos, Imre biên dịch. Akadémiai Kiadó, Budapest: De Gruyter Mouton. tr. 171–225.
- Deme, László (2018) [1972]. “Standard Hungarian” [Tiếng Hungary chuẩn].  Trong Benkő, Loránd; Imre, Samu (biên tập). The Hungarian Language [Tiếng Hungary] (bằng tiếng Anh). Gombos, Imre biên dịch. Akadémiai Kiadó, Budapest: De Gruyter Mouton. tr. 255–297.
- Imre, Samu (2018) [1972]. “Hungarian Dialects” [Các phương ngữ Hungary].  Trong Benkő, Loránd; Imre, Samu (biên tập). The Hungarian Language [Tiếng Hungary] (bằng tiếng Anh). Gombos, Imre biên dịch. Akadémiai Kiadó, Budapest: De Gruyter Mouton. tr. 299–325.
- Abondolo, Daniel (2015) [1998]. “Chapter 1: Introduction” [Chương 1: Dẫn nhập].  Trong Abondolo, Daniel (biên tập). The Uralic Languages [Các ngôn ngữ Ural]. Routledge Language Family Series (bằng tiếng Anh). 270 Madison Ave, New York: Routledge. tr. 1–43. ISBN 0-415-08198-X.Quản lý CS1: địa điểm (liên kết)
- —— (2015) [1998]. “Chapter 14: Hungarian” [Chương 14: Tiếng Hungary].  Trong Abondolo, Daniel (biên tập). The Uralic Languages [Các ngôn ngữ Ural]. Routledge Language Family Series (bằng tiếng Anh). 270 Madison Ave, New York: Routledge. tr. 428–457. ISBN 0-415-08198-X.Quản lý CS1: địa điểm (liên kết)
- Kenesei, István; Vago, Robert M.; Fenyvesi, Anna (2002) [1998]. Hungarian [Tiếng Hungary] (bằng tiếng Anh). Routledge. doi:10.4324/9780203192238. ISBN 0-415-02139-1.
- Siptár, Péter & Törkenczy, Miklós (2007) [2000]. The Phonology of Hungarian [Âm vị học tiếng Hungary]. The Phonology of the World’s Languages (bằng tiếng Anh). Great Clarendon Street, Oxford: Nhà xuất bản Đại học Oxford. ISBN 978-0-19-922890-4.
- Varga, László (2002). Intonation and Stress: Evidence from Hungarian [Ngữ điệu và trọng âm: Bằng chứng từ tiếng Hungary] (bằng tiếng Anh). Houndmills, Basingstoke, Hampshire và 175 Fifth Avenue, New York: Palgrave Macmillan. ISBN 0-333-97370-4.Quản lý CS1: địa điểm (liên kết)
- Fenyvesi, Anna (2005). Hungarian Language Contact Outside Hungary: Studies on Hungarian as a Minority Language [Tiếp xúc ngôn ngữ Hungary bên ngoài đất nước Hungary: Nghiên cứu về tiếng Hungary trong vai trò ngôn ngữ thiểu số] (bằng tiếng Anh). Amsterdam: John Benjamins Publishing. ISBN 9027218587.
- Aikio, Ante; Saarikivi, Janne; Laasko, Johanna; Pasanen, Annika & Sarhimaa, Anneli (2022). “Part 1: The Making of the Uralic Languages” [Phần 1: Sự hình thành các ngôn ngữ Ural].  Trong Bakró-Nagy, Marianne; Laakso, Johanna & Skribnik, Elena (biên tập). The Oxford Guide to the Uralic Languages [Cẩm nang Oxford về các ngôn ngữ Ural]. Oxford Guides to the World's Languages (bằng tiếng Anh). Great Clarendon Street, Oxford: Nhà xuất bản Đại học Oxford. tr. 3–68. ISBN 978-0-19-876766-4.
- Kenesei, István & Szécsényi, Krisztina (2022). “Part 2: Language descriptions - Hungarian” [Phần 2: Mô tả ngôn ngữ - Tiếng Hungary].  Trong Bakró-Nagy, Marianne; Laakso, Johanna & Skribnik, Elena (biên tập). The Oxford Guide to the Uralic Languages [Cẩm nang Oxford về các ngôn ngữ Ural]. Oxford Guides to the World's Languages (bằng tiếng Anh). Great Clarendon Street, Oxford: Nhà xuất bản Đại học Oxford. tr. 636–659. ISBN 978-0-19-876766-4.

### Tập san
- Szende, Tamás (1994). “Hungarian” [Tiếng Hungary]. Journal of the International Phonetic Association (bằng tiếng Anh). Nhà xuất bản Đại học Cambridge. 24 (2): 91–94. doi:10.1017/S0025100300005090. S2CID 242632087.
- Kylstra, Andres Dirk & de Graaf, Tjeerd (1980). “Vannak-e diftongusok a magyar köznyelvben?” [Có tồn tại nguyên âm đôi trong tiếng Hungary hay không?] (PDF). Nyelvtudományi Közlemények (bằng tiếng Hungary). 82 (1–2): 313-316. Truy cập ngày 6 tháng 2 năm 2023.
- —— (1984). “Még egyszer a magánhangzó + j kapcsolatról a magyarban” [Lại bàn tiếp về tổ hợp nguyên âm + j] (PDF). Nyelvtudományi Közlemények (bằng tiếng Hungary). 86 (1): 148–151. Truy cập ngày 6 tháng 2 năm 2023.
- Siptár, Péter (2003). “Hungarian yod”. Acta Linguistica Hungarica (bằng tiếng Anh). Akadémiai Kiadó. 50 (3–4): 457–473. Truy cập ngày 5 tháng 2 năm 2023.

### Luận văn
- Olsson, Magnus (1992). Hungarian Phonology and Morphology [Âm vị học và Hình thái học tiếng Hungary] (Luận văn) (bằng tiếng Anh). Travaux de l’Institut de Linguistique de Lund 26: Nhà xuất bản Đại học Lund.Quản lý CS1: địa điểm (liên kết)
- Grimes, Stephen M. (2010). Quantitative Investigations in Hungarian Phonotactics and Syllable Structure [Điều tra định lượng trong kết âm học và cấu trúc âm tiết của tiếng Hungary] (PhD) (bằng tiếng Anh). Đại học Indiana.